# Svitava
Svitava je řeka na Moravě. Protéká postupně okresy Svitavy v Pardubickém kraji a Blansko, Brno-město a Brno-venkov v Jihomoravském kraji. Je dlouhá 98,4 km. Plocha povodí měří 1 150 km².

## Průběh toku
Pramení severozápadně od Svitav u obce Javorník a teče víceméně přímo k jihu. Mezi Blanskem a Brnem proráží hlubokým úzkým údolím okraj Moravského krasu, ústí pod Brnem (u Přízřenic) zleva do Svratky. Úsek vedoucí Brnem je výrazně zregulován a napřímen, původní tok Svitavy je zachován jen zčásti jako náhon.
V červenci 1997 bylo povodí Svitavy zasaženo povodněmi, které se v menším rozsahu opakovaly i na jaře 2006 a v létě 2024.
Řeka Svitava v dávné minulosti protékala od dnešní Svitávky k Černé Hoře Boskovickou brázdou, a od Blanska přes Jedovnice a údolím Rakovce. Ve třetihorách horotvorné procesy změnily průběh toku řeky současným směrem.

### Větší přítoky
- Křetínka, zprava, ř. km 66,4
- Semíč, zleva
- Bělá, zleva, ř. km 49,5
- Punkva, zleva, ř. km 32,9
- Křtinský potok, zleva, ř. km 24,7

## Vodní režim
Hlásné profily:
| místo                 | říční km | plocha povodí | průměrný průtok | stoletá voda |
| --------------------- | -------- | ------------- | --------------- | ------------ |
| Hradec nad Svitavou   | 89,00    | N ~           | 0,08 m³/s       | N ~          |
| Rozhraní              | 69,60    | 226,57 km²    | 1,26 m³/s       | 54 m³/s      |
| Letovice              | 59,40    | 419,00 km²    | 2,26 m³/s       | 95 m³/s      |
| Bílovice nad Svitavou | 15,50    | 1120,33 km²   | 5,22 m³/s       | 179 m³/s     |

## Využití

### Významná sídla na řece
S výjimkou úseku mezi Blanskem a Brnem a také úseku nad Březovou nad Svitavou (kde se nachází významné prameniště, odkud je dodávána pitná voda pro Brno a okolí) je celé údolí Svitavy velmi hustě osídleno. Na jejím toku leží po proudu města a městyse Svitavy, Hradec nad Svitavou, Březová nad Svitavou, Letovice, Svitávka, Skalice nad Svitavou, Doubravice nad Svitavou, Rájec-Jestřebí, Blansko, Adamov, Bílovice nad Svitavou, Brno. V Brně protéká Svitava přes části a čtvrtě Obřany, Maloměřice, Husovice, Zábrdovice, okrajově Židenice, Trnitá, Černovice, Komárov.

### Vodáctví
Jedná se o řeku vodácky nepřizpůsobenou, ale využitelnou, a to za vyššího stavu vody prakticky po celém toku. Nejhezčí úsek je v hlubokém údolí mezi Blanskem a Adamovem. Na řece je velké množství špatně přenositelných jezů, řeka je zde místy zarostlá a meandruje v úzkém korytě.

### Průmysl

#### Papírny
Nejstarší papírny na řece Svitavě v okrese Svitavy byly budovány v polovině 17. století v Dlouhé, Březové nad Svitavou, Brněnci a Rozhraní. Podrobný vývoj zachycuje článek Miroslava Kučery Historie papíren na řekách okresu Svitavy (sborník Pomezí Čech a Moravy, svazek 4).

#### Mlýny
- Cacovický mlýn

### Další objekty
- tzv. Hamerský mlýn

## Galerie

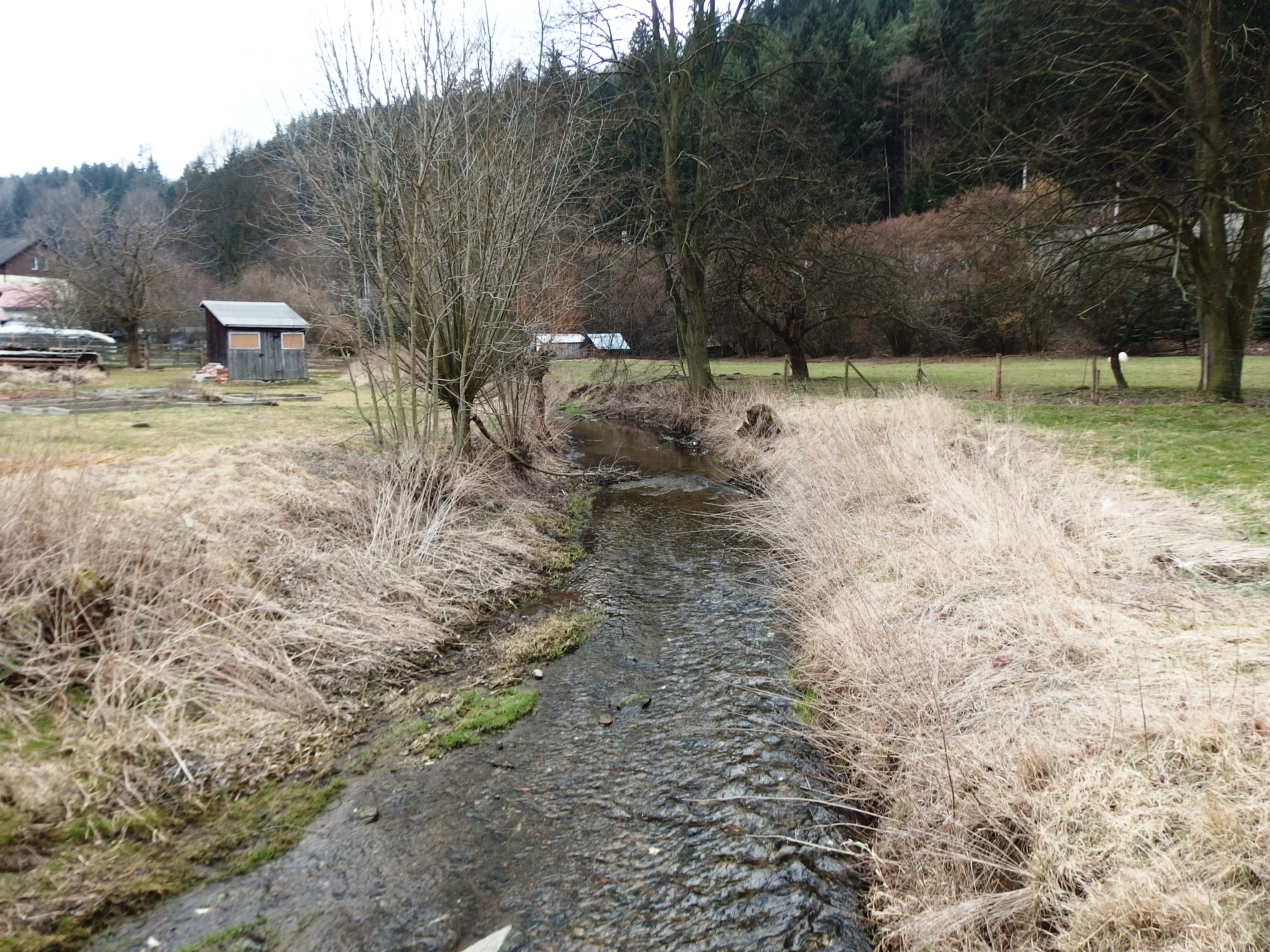
Březová nad Svitavou
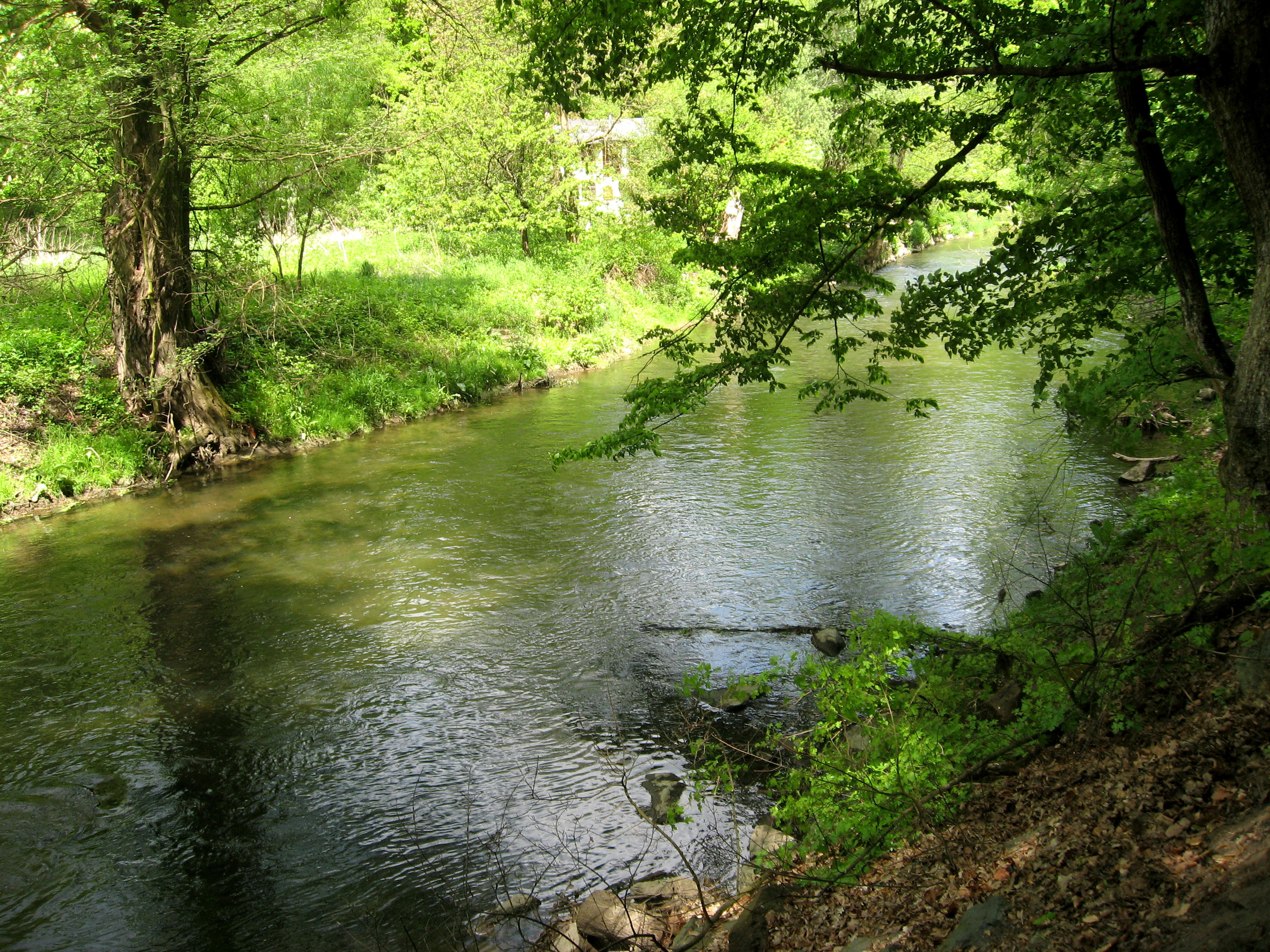
Svitava mezi Bílovicemi a Brnem
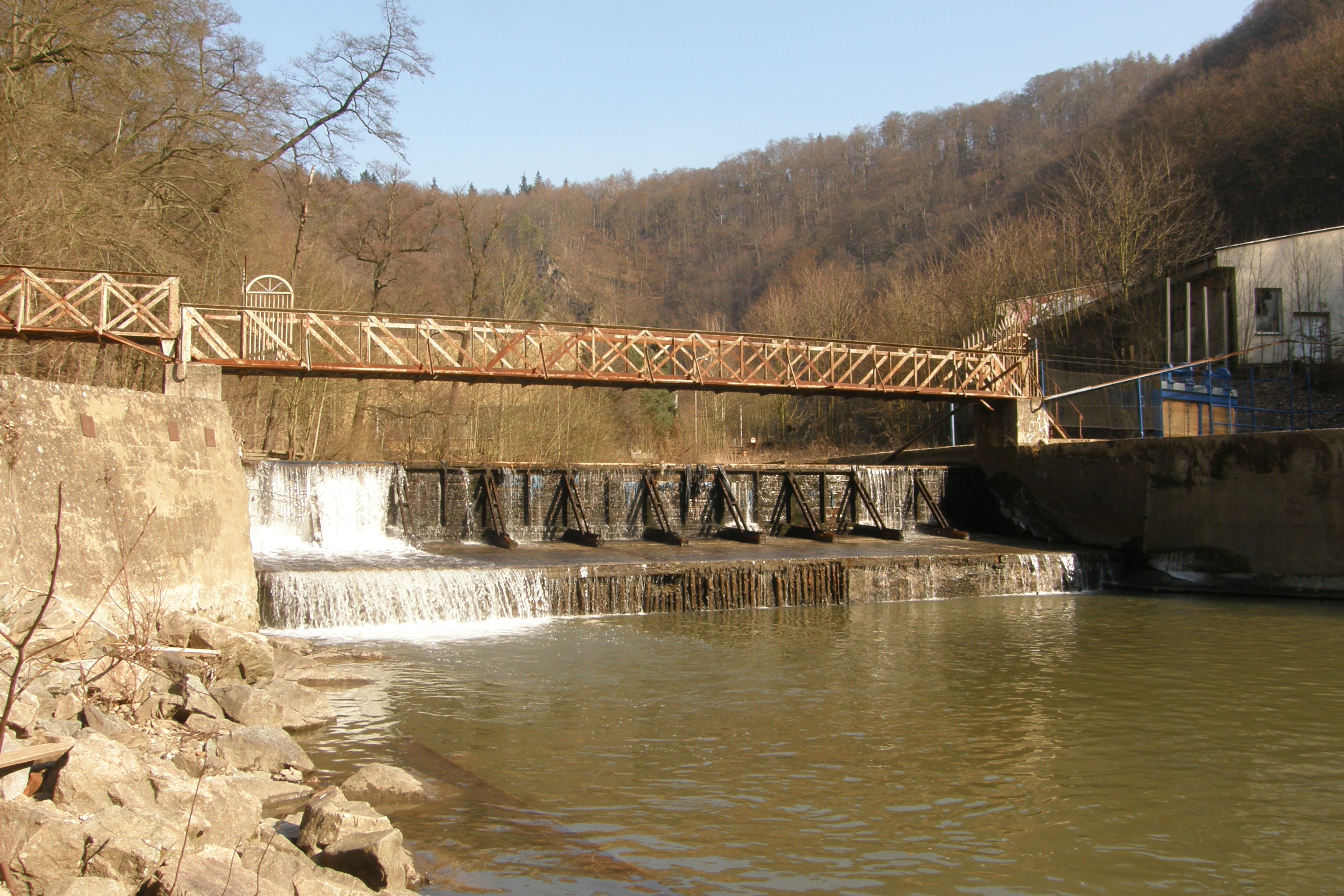
Jez u Adamova